# Ышинсу, Эмине
Эмине Ышинсу (тур. Emine Işınsu, 17 мая 1938, Карс — 5 мая 2021, Анкара) — турецкая писательница.

## Биография
Эмине Ышинсу родилась в 1938 году в семье поэтессы Халиде Нусрет Зорлутуна и генерала Азиза Веджихи Зорлутуна. Из-за работы отца Ышинсу жила в разных частях страны, таких как Сарыкамыш, Урфа, Караман. Школы, в которых она училась, отражают эти частые переезды. Эмине училась в начальной школе в Урфе, Сарыкамыше и Анкаре. Школа, в которой будущая писательница окончила среднее образование -TED Ankara College. Один семестр Эмине провела в США в качестве стипендиата AFS. Некоторое время Ышинсу училась на факультете языка, истории и географии, английского языка и литературы Университета Анкары, на философских факультетах того же факультета и на факультете делового администрирования Ближневосточного технического университета. Изучая английский язык и литературу, Ышинсу поехала на один семестр в США со стипендией AFS. Её первое произведение — сборник стихов «Iki Nokta», который был опубликован, когда Ышинсу было 17 лет. После романа «Маленький мир», получившего награду в 1963 году, Эмине продолжила свою писательскую карьеру. Помимо написания романов, в период с 1971 по 1981 год Ышинсу работала в журнале Töre Magazine. Её статьи публиковались во многих журналах и газетах. Ышинсу работала обозревателем в газетах Yeni İstanbul и Sabah. Эмине, которая была замужем за писателем Искендером Оксузом, была матерью троих детей.
Она боролась с болезнью Альцгеймера с 2008 года и скончалась 5 мая 2021 года в возрасте 82 лет. Её тело было похоронено на кладбище Гёльбаши в Анкаре после похоронной церемонии, состоявшейся на следующий день в мечети Хаджи Байрам.

## Особенности творчества
В романах Ишинсу человеческая психология выходит на первый план больше, чем описания мест. Во многих произведениях автора проводится тонкий психологический анализ.

## Членство
- Член попечительского совета Фонда турецкой литературы.
- Член Центрального союза владельцев науки и литературы (İLESAM)
- Член Союза писателей Турции.